# Richard Rodgers
Richard Charles Rodgers (28 tháng 6 năm 1902 – 30 tháng 12 năm 1979) là nhà soạn nhạc người Mỹ. Ông là người đầu tiên thắng cả bốn giải Grammy (âm nhạc), Emmy (truyền hình), Oscar (điện ảnh) và Tony (sân khấu).